# Fabio Duarte
Fabio Andrés Duarte Arévalo (Facatativá, 11 juni 1986) is een Colombiaans wielrenner die sinds 2019 voor het in 2024 geheten Team Medellín uitkomt. Hij werd in 2007 prof bij de Italiaans-Venezolaanse ploeg Serramenti PVC Diquigiovanni-Selle Italia. Daarvoor was hij als belofte al erg succesvol geweest. Vooral in de Ronde van Colombia voor beloften behaalde hij verscheidene overwinningen. Op het WK voor beloften in 2008 verraste hij door wereldkampioen te worden.

## Belangrijkste overwinningen
2003
 Colombiaans kampioen achtervolging, Junioren
2005
Proloog, 3e en 4e etappe Ronde van Colombia, Beloften
Eindklassement Ronde van Colombia, Beloften
2006
 Colombiaans kampioen tijdrijden, Beloften
Proloog, 1e en 5e etappe Ronde van Colombia, Beloften
Eindklassement Ronde van Colombia, Beloften
10e etappe Ronde van Colombia (ploegentijdrit)
2007
12e etappe Ronde van Colombia
2008
 Wereldkampioen op de weg, Beloften
2009
2e etappe Ronde van de Pyreneeën
Eindklassement Ronde van de Pyreneeën
3e etappe Ronde van Colombia
6e etappe Clásico RCN
2010
4e etappe Ronde van Asturië
4e etappe Circuito Montañés
Eindklassement Circuito Montañés
5e en 12e etappe Ronde van Colombia
2011
3e etappe Ronde van Trentino
2012
Proloog Ronde van Colombia
Coppa Sabatini
2015
Bergklassement Ronde van Luxemburg
Bergklassement Ronde van Burgos
2016
 Colombiaans kampioen ploegentijdrijden, Elite
2019
1e etappe Ronde van het Qinghaimeer (ploegentijdrit)
2020
Bergklassement Tour Colombia
2022
5e etappe Ronde van Colombia
Eindklassement Ronde van Colombia
2023
1e etappe Clásica Ciudad Santiago de Arma - Rionegro

## Resultaten in voornaamste wedstrijden
| Jaar | Ronde van Italië | Ronde van Frankrijk | Ronde van Spanje |
| ---- | ---------------- | ------------------- | ---------------- |
| 2011 | opgave           |                     | 39e              |
| 2012 |                  |                     |                  |
| 2013 | 28e              |                     |                  |
| 2014 | 28e              |                     |                  |
| 2015 |                  |                     | 67e              |

| Jaar | Milaan-San Remo | Luik-Bast.‑Luik | Ronde van Lombardije | Waalse Pijl | Brabantse Pijl |  | WK op de weg |
| ---- | --------------- | --------------- | -------------------- | ----------- | -------------- |  | ------------ |
| 2011 |                 |                 | opgave               |             |                |  |              |
| 2012 | 127e            |                 | 21e                  | 32e         | 4e             |  | opgave       |
| 2013 |                 |                 | opgave               |             |                |  |              |
| 2014 |                 | opgave          | opgave               |             | 21e            |  |              |
| 2015 | opgave          |                 | opgave               |             |                |  |              |

## Ploegen
2007 –  Serramenti PVC Diquigiovanni-Selle Italia
2008 –  Colombia es Pasion-Coldeportes
2009 –  Colombia es Pasion-Coldeportes
2010 –  Café de Colombia-Colombia es Pasión
2011 –  Geox-TMC
2012 –  Coldeportes-Colombia
2013 –  Colombia
2014 –  Colombia
2015 –  Colombia
2016 –  EPM Tigo-UNE Área Metropolitana
2017 –  EPM
2018 –  Manzana Postobón Team
2019 –  Medellín
2020 –  Team Medellín
2021 –  Team Medellin-EPM
2022 –  Team Medellin-EPM
2023 –  Team Medellin-EPM
2024 –  Team Medellín
Alberio · 
Ardila · 
Blanco ·
Brändle · 
Cheula · 
Cobo ·
Colli · 
Corti · 
de la Fuente · 
Duarte · 
Durán · 
Felline ·
Florencio ·  
Gianetti · 
Gutiérrez Gutiérrez · 
Kozontsjoek · 
Kump · 
Mensjov · 
Pelucchi · 
Ratto · 
Sastre · 
Valls · 
Wyss
Ávila · Cano · Castiblanco · Díaz · Duarte · Duque · Martínez · Molano · Pantoja · Paredes · Pedraza · Quintero · B.Ramírez · C.Ramírez · Rubiano · Sarmiento · Torres · Valencia · Barón (stagiair)
Aguirre · Amador · Bohórquez · Bol · Duarte · García · Higuita · Molano · Orjuela · Osorio · Paredes · Parra · Reyes · Sierra · Suaza · Vilela · Villegas